# 費凱迪
費凱迪 PC MP （1941年8月6日—），加拿大政治人物和醫生，加拿大自由黨黨員，1993年聯邦大選中在卑詩省的溫哥華中選區擊敗尋求連任的總理金·坎貝爾當選加拿大國會下議院議員，並在往後十屆聯邦大選中連任至今，現為加拿大國會中在任時間最長的女性下議院議員。

## 早年生活、行醫
費凱迪於千里達和多巴哥的聖費爾南多市出生，1960年從當地的聖約瑟修道院學校畢業並贏取獎學金，以供她前往牛津大學修讀英語文學。然而，她閱讀一本研究莎士比亞悲劇主角精神病學的書籍後對醫學產生興趣，決定放棄該筆獎學金並立志行醫。她在一年内完成與理學士學位相若的課程後獲愛爾蘭都柏林的皇家外科醫學院取錄，並從該校畢業。
她於1970年移居加拿大，在溫哥華的聖保祿醫院任職家庭醫生達23年。她於1988-89年出任溫哥華醫學會會長，同期兼任卑詩醫學會的名譽秘書和司庫，1990-91年則改任卑詩醫學會會長。她亦不時亮相加拿大廣播公司的醫學節目《Doctor, Doctor》。

## 從政
費凱迪於1993年贏取加拿大自由黨的溫哥華中選區候選人提名，於同年聯邦大選與尋求連任的進步保守黨籍總理金·坎貝爾爭奪該國會下議院議席。進步保守黨在該屆大選慘敗，而費凱迪亦壓倒坎貝爾贏取該議席，成為加拿大歷來第五位擊敗在任總理而贏取議席的下議院議員，以及首位第一次參選便擊敗在任總理的候選人。費凱迪在往後十屆聯邦大選（1997年、2000年、2004年、2006年、2008年、2011年、2015年、2019年、2021年和2025年）中連任至今。
自由黨1993年上台執政後，費凱迪獲任為聯邦衞生及福利部長的衞生事務國會秘書，1996年則調任多元文化及女性地位國務秘書。她於2001年在下議院發表言論，指卑詩省內陸喬治王子城出現種族主義性質的焚燒十字架事故但沒有提供相關證明，備受反對黨議員批評，她其後向該市市民致歉。總理克雷蒂安於2002年初重組內閣，費凱迪失去其國務秘書職位。
馬丁於2003年末接替克雷蒂安出任總理，其後委任費凱迪為公民及移民部長的國會秘書（專責國外資歷認證）。她於2004年聯邦大選後留任公民及移民部長的國會秘書，並兼任人力資源及技能發展部長的國會秘書（專責國外受訓勞工計劃）。
自由黨於2006年聯邦大選失利，保守黨贏取少數政府，費凱迪獲任為自由黨影子內閣的體育及2010年冬季奧運會評議員。馬丁因大選失利辭任自由黨黨魁，而費凱迪則於同年5月4日宣布角逐黨魁職位，成為黨魁選舉中第三名女性參選者和唯一一位代表加拿大西部的參選者，再於5月末辭去評議員職務。她於同年9月25日宣布因資源短缺而棄選，並改為支持李博。狄安最終於同年12月當選黨魁，而費凱迪則於2007年初恢復該兩項評議員職務，2008年聯邦大選連任後調任加拿大祖裔文化事務評議員至2009年初，2011年聯邦大選連任後則調任衞生評議員。
當時年屆74歲的費凱迪於2015年聯邦大選連任，成為國會中年紀最大的下議院議員。她在該屆下議院的首次會期中出任加拿大祖裔文化商務委員會的主席。

## 個人生活
費凱迪負笈愛爾蘭時結識丈夫，兩人育有三名兒子，當中費必得於2018年當選溫哥華市議員。

## 外部連結
- （英文）官方网站
- （英文）費凱迪 – 加拿大国会传记
- （英文）加拿大自由黨網站 費凱迪分頁